# Liste der Biografien/Strae
Liste der Biografien |
Portal Biografien |
Personensuche
# |
A |
B |
C |
D |
E |
F |
G |
H |
I |
J |
K |
L |
M |
N |
O |
P |
Q |
R |
S |
T |
U |
V |
W |
X |
Y |
Z |
?
 
Sa |
Sb |
Sc |
Sd |
Se |
Sf |
Sg |
Sh |
Si |
Sj |
Sk |
Sl |
Sm |
Sn |
So |
Sp |
Sq |
Sr |
Ss |
St |
Su |
Sv |
Sw |
Sy |
Sz
 
Sta |
Ste |
Sth |
Sti |
Stj |
Stl |
Sto |
Str |
Sts |
Stt |
Stu |
Stv |
Stw |
Sty
 
Stra |
Strb |
Stre |
Strg |
Stri |
Strl |
Strm |
Strn |
Stro |
Strp |
Stru |
Stry |
Strz
 
Straa |
Strab |
Strac |
Strad |
Strae |
Straf |
Strag |
Strah |
Strai |
Straj |
Strak |
Stral |
Stram |
Stran |
Strap |
Stras |
Strat |
Strau |
Strav |
Straw |
Strax |
Stray |
Straz
Die Liste der Biografien führt alle Personen auf, die in der deutschsprachigen Wikipedia einen Artikel haben. Dieses ist eine Teilliste mit 18 Einträgen von Personen, deren Namen mit den Buchstaben „Strae“ beginnt.

## Strae

### Straeb
- Straebel, Volker (* 1969), deutscher Musikwissenschaftler und Komponist und Performer experimenteller Musik

### Straed
- Strædet, Liv (* 1964), norwegische Fußballspielerin

### Straeh
- Straehl, Gustav Rudolf (1845–1929), Schweizer Kaufmann und Stifter des Museums Zofingen
- Straehle, Christine (* 1969), deutsche Hochschullehrerin, Professorin für Philosophie
- Straehle, Gisela (* 1954), deutsche Schauspielerin und Hörspielsprecherin
- Straehler, Herbert (1887–1979), deutscher Marineoffizier, zuletzt Vizeadmiral in der Kriegsmarine

### Strael
- Straelen, Henri van (1903–2004), römisch-katholischer Priester, Professor für Missions- und Religionswissenschaft

### Straet
- Straet, Jan van der (1523–1605), flämisch-italienischer Maler
- Stræte, Tuva Aas (* 2001), norwegische Biathletin
- Straeten, Andrea van der (* 1953), deutsche Konzeptkünstlerin
- Straeten, Edmund van der (1819–1887), deutscher Politiker
- Straeten, Joseph Anton van der (1776–1863), preußischer Gutsbesitzer, Bürgermeister und Landrat
- Straeten, Joseph van der (1918–2010), jesuitischer Bollandist
- Straeten, Wilhelm van der (1780–1853), preußischer Landrat des Kreises Heinsberg
- Straeter, Ilse (* 1947), deutsche Malerin und Grafikerin
- Straeter, Ulrich (* 1941), deutscher Autor
- Straetker, Simon (* 1993), deutscher Filmemacher, Fotograf und Umweltaktivist
- Straetmanns, Friedrich (* 1961), deutscher Jurist und Politiker (BSW, Die Linke, WASG, SPD)Friedrich Straetmanns (* 1961)

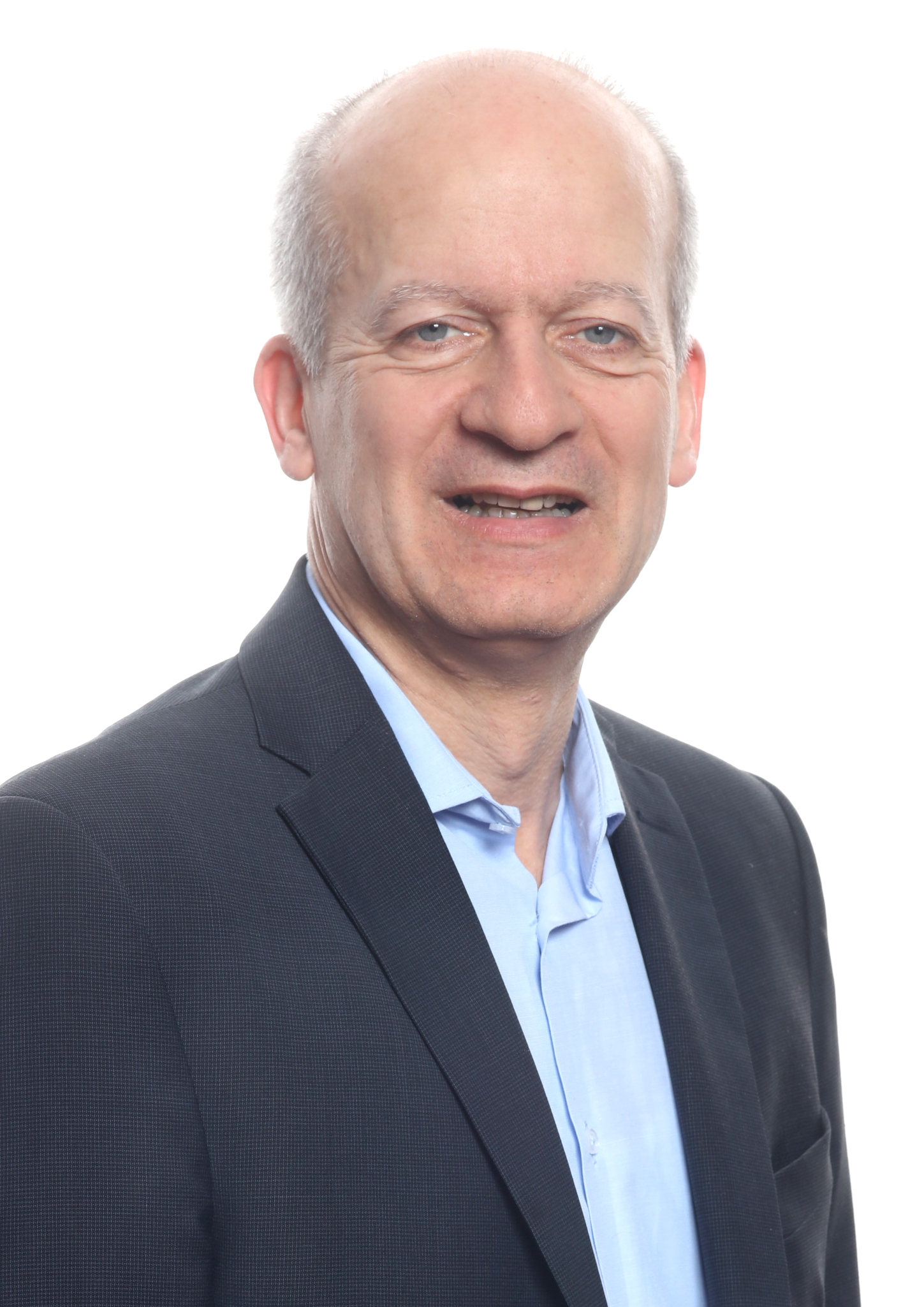
Friedrich Straetmanns (* 1961)